# Nilo
El Nilo (en árabe: النيل, alnayl) es el mayor río de África, que fluye en dirección norte a través de diez países —Burundi, Ruanda, Tanzania, Uganda, Kenia, República Democrática del Congo, Sudán del Sur, Sudán, Etiopía y Egipto— hasta desaguar en el extremo sureste del mar Mediterráneo, formando el gran delta del Nilo, sobre el que están situadas las ciudades de El Cairo y Alejandría. 
Tiene una longitud de 6853 km, lo que lo convierte en el segundo río más largo del mundo. Durante siglos fue considerado el río más largo; sin embargo, mediciones del año 2008 han estimado que ese calificativo corresponde al río Amazonas.
La fuente más lejana del lago Victoria es el río Kagera, localizado al oeste de Tanzania. Si se considera este como fuente del Nilo, su nacimiento sería el curso de agua más largo de los que desembocan en el mar Mediterráneo, siendo el Nilo-Kagera el segundo río más largo del mundo, con una longitud de 6853 kilómetros.
El Nilo tomó su actual configuración al final de la Era Terciaria. Está ubicado al nordeste del continente. Nace en Burundi y tiene dos ramales o fuentes principales: el Nilo Blanco y el Nilo Azul. El primero atraviesa los Grandes Lagos de África, teniendo su fuente más distante en Ruanda, y fluye hacia el norte por Tanzania, el lago Victoria, Uganda, Sudán del Sur y Sudán, mientras que el Nilo Azul nace en el lago Tana, en Etiopía, y cruza el sudeste de Sudán. Ambos se encuentran cerca de la capital sudanesa, Jartum.
La parte del norte del río fluye casi completamente por el desierto, entre Sudán y Egipto, una zona cuya civilización ha dependido del río desde hace milenios. La mayor parte de la población de Egipto y todas sus ciudades —a excepción de las del delta del Nilo y los oasis— se encuentran a lo largo del valle del Nilo (al norte de Asuán), y la mayoría de los lugares de interés cultural e histórico se hallan en las riberas del río. La desembocadura del río conforma el delta del Nilo, a orillas del mar Mediterráneo en Egipto.

## Etimología
| V28 | D36 · Q3 | N35A | \| \| | M17 | X1 · D21 | G43 | N35A |
|     |          |      |       |     |          |     |      |

|  |

| V28 | D36 · Q3 | N35A | \| \| | M17 | X1 · D21 | G43 | N35A |
|     |          |      |       |     |          |     |      |

|  |

La palabra en idioma español Nilo, al igual que la denominación árabe en-Nîl y an-Nîl derivan del Latín Nilus.. Dicho término proviene del griego Neilos (Νειλος). En la antigua lengua egipcia, el río era llamado Hapy (Ḥˁpī) o Iteru (itrw), que significa «río o canal», representado por los jeroglíficos que se muestran en las imágenes. El Nilo era asociado precisamente con el dios Hapi. En el idioma copto, la palabra piaro (sahídico) o phiaro (boháirico) significa «El río».

## Historia
El Nilo fue un elemento fundamental para el florecimiento de la civilización del Antiguo Egipto. La mayor parte de sus ciudades se encontraban en el valle del Nilo y en su Delta, al norte de Asuán. El Nilo fue vital para la cultura egipcia desde la Edad de Piedra. El cambio del clima y la desertización desecaron las tierras de caza y pastoreo del África septentrional para conformar el Sáhara, en torno al 8000 a. C.; entonces, muchos habitantes migraron y se asentaron junto al Nilo, en donde desarrollaron una economía agrícola y una sociedad centralizada. La superficie del río Nilo se ha congelado al menos en dos ocasiones a lo largo de la historia, en 829 y en 1010.

### Eonilo
Se estima que el actual Nilo es, al menos, el quinto río que ha fluido hacia el norte desde las tierras altas etíopes. Las imágenes de satélite usadas para identificar cursos de agua secos en el desierto al oeste de Nilo, nos muestran un cañón, Eonilo, ahora relleno por el flujo superficial. Esto representa un antiguo Nilo llamado Eonilo que fluyó durante el Mioceno (de 23 a 5,3 millones de años antes del presente). El Eonilo transportó sedimentos hasta el Mediterráneo, y varios campos de gas han sido descubiertos dentro de estos sedimentos.
Durante el Mioceno tardío se produjo la crisis salina del Mesiniense, cuando el mar Mediterráneo quedó aislado y se evaporó, y el Nilo bajó su curso a un nuevo nivel que estaba cientos de metros bajo el nivel del océano en Asuán y 2400 metros por debajo de El Cairo. Este enorme cañón que se formó está ahora repleto de sedimentos.

### Nilo integrado
Hay dos teorías en relación con la edad del Nilo integrado: La primera es que el drenaje integrado del Nilo es de edad joven, que la cuenca del Nilo se rompió en una serie de cuencas separadas y solo la cuenca de más al norte tuvo un río siguiendo el curso actual del Nilo en Egipto. Otra teoría propuesta es que el drenaje de Etiopía a través de ríos como el Nilo Azul o el Atbarah/Takazze fluyó al Mediterráneo a través del Nilo egipcio desde la Era Terciaria.
Salama, en 1987, sugirió que durante el Terciario hubo una serie de cuencas continentales separadas, cada cuenca ocupando una de las principales fosas sudanesas: la fosa Mellut, la fosa del Nilo Blanco, la fosa del Nilo Azul, la fosa del Atbara y la fosa Sag El Naam. La cuenca de la fosa de Mellut es de casi 12 kilómetros de profundidad en su parte central y posiblemente todavía está activa. El sistema de la fosa del Nilo Blanco, aunque es más bajo que el Bahr El Arab, es aproximadamente de 9 kilómetros de profundidad.
La exploración geofísica del sistema de la fosa del Nilo Azul estimó la profundidad de los sedimentos aproximadamente entre los 5 y los 9 kilómetros. Estas cuencas no fueron interconectadas hasta después de que cesara su hundimiento y la acumulación de sedimentos fuese suficiente para rellenar las cuencas a tal nivel que permitiera la conexión. Al llenarse las depresiones se conectaron el Nilo egipcio y el sudanés que captaba las aguas etíopes y ecuatoriales durante las últimas etapas de las actividades tectónicas. El río Atbara se desbordó y cerró su cuenca durante los períodos húmedos, hace entre 100 000 y 120 000 años. El Nilo Azul se conectó al Nilo principal hace entre 70 000 y 80 000 años. La conexión del Nilo Victoria se produjo aproximadamente hace 12 500 años.

### Antiguo Egipto

Reconstrucción de la ecúmene basada en la descripción de Heródoto.

El sustento jugó un papel crucial en la fundación de la civilización egipcia y el Nilo fue una fuente inagotable del mismo. El Nilo, cuando se desbordaba cada año, hacía que sus riberas fuesen sumamente fértiles. Fue gracias a eso que los egipcios fueron capaces de cultivar trigo, cebada y lino, además de aportar el río abundante pescado y papiro. Todo esto posibilitaba obtener alimento suficiente para toda la población y otros importantes recursos, con lo que se evitaban en general posibles hambrunas, muy frecuentes en el Próximo Oriente debido a la irregularidad de las cosechas. También, el agua del Nilo atrajo al búfalo de agua y, después de que los persas lo introdujesen en el siglo VII a. C., al camello. Estos animales podían ser matados a fin de consumir su carne, podían ser capturados, domesticados, usados para arar e incluso para viajar en el caso de los camellos. El Nilo era también una vía eficiente y cómoda de transporte de mercancías y personas: se utilizaba como vía fluvial para transporte comercial o recreativo.
Gracias a la obtención de lino y trigo posibilitada por el Nilo y sus crecidas, Egipto tuvo una buena relación diplomática con otros países, con lo que el río contribuía a la estabilidad económica y política del país. Además, proporcionaba los recursos necesarios como el alimento o el dinero para poseer un ejército. La leyenda decía que el faraón era el responsable de las inundaciones del Nilo, y que a cambio del agua y las cosechas los campesinos debían cultivar el suelo fértil enviando después una parte de sus recursos al propio faraón, que se encargaba de usarlos en bien de la sociedad. El Nilo era también una fuente espiritual, y se creó un dios dedicado a la bondad de la inundación anual, el dios Hapy, que junto al Faraón controlaba la crecida. Además se consideró al río como una calzada de la vida hasta la muerte.
El historiador griego, Heródoto, escribió que «Egipto era el don del Nilo». Sin la irrigación posibilitada por las aguas del Nilo, la civilización egipcia probablemente habría sido efímera. El Nilo proporcionó los elementos que posibilitaron la eclosión y desarrollo de una gran civilización que perduró tres mil años. El comercio ha sido continuo en el Nilo desde hace miles de años, como podemos ver en el hueso de Ishango, que fue descubierto cerca del lago Eduardo, en el noreste del Congo y que fue datado hacia el año 20 000 a. C.

### La búsqueda de las fuentes del Nilo

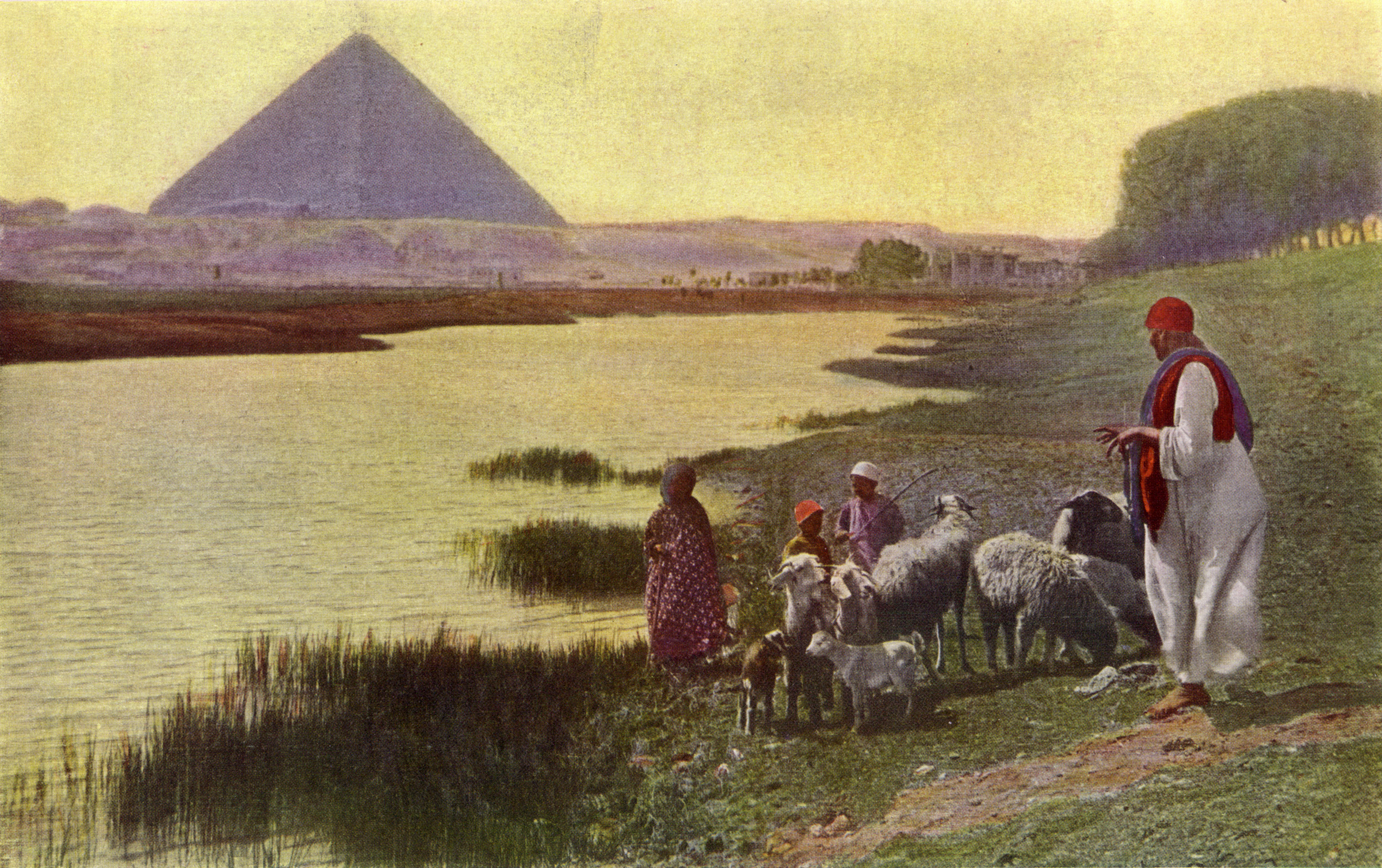
El Nilo en la revista National Geographic, número 31 de 1917.

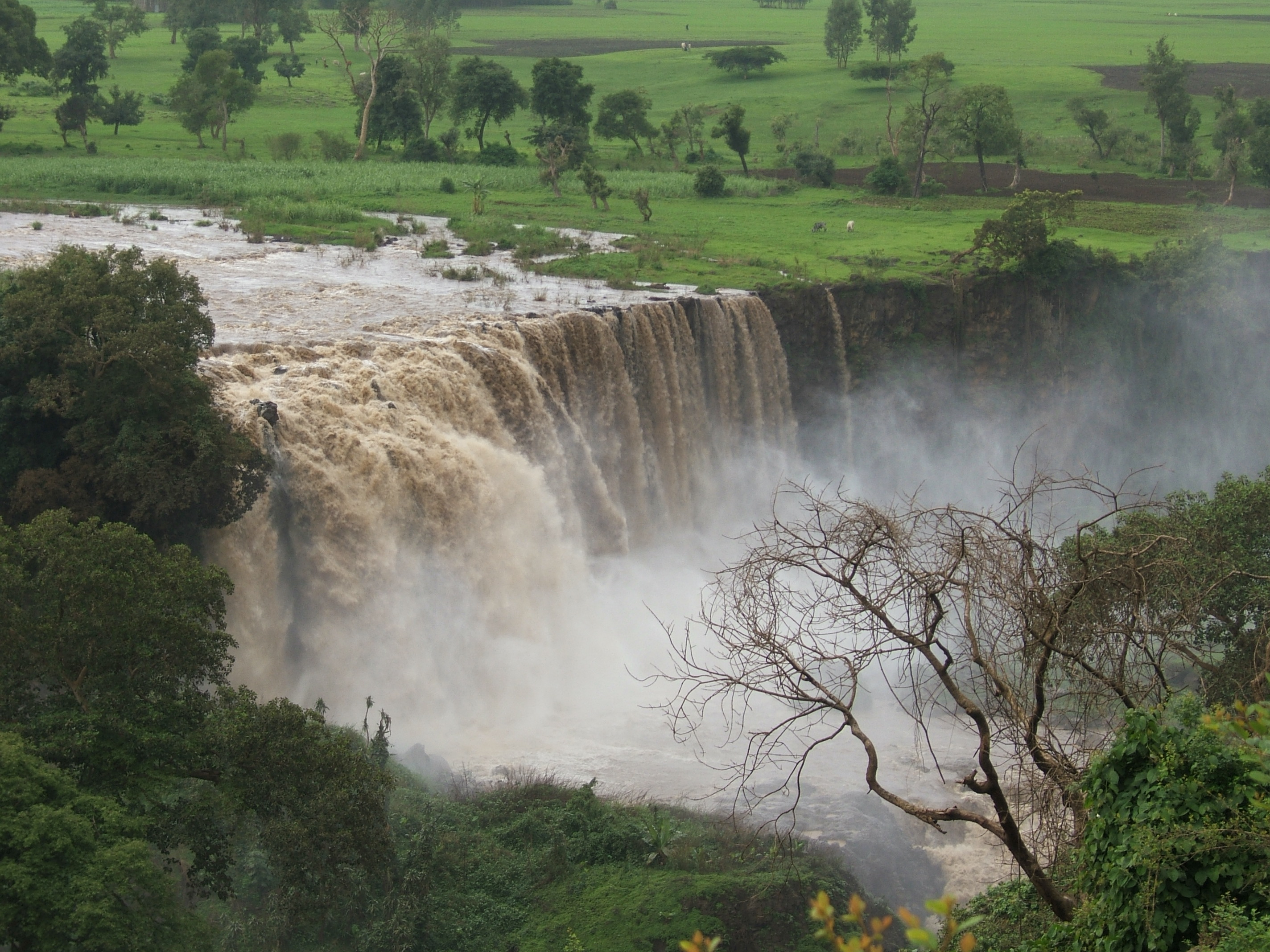
Cataratas en Etiopía.

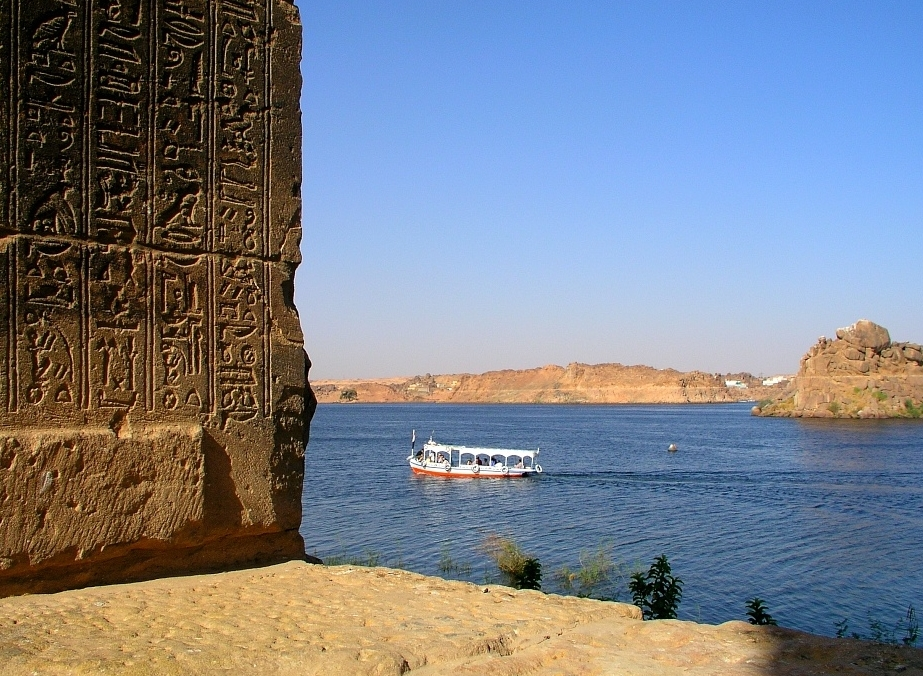
El Nilo visto desde el templo de Isis. Su actual emplazamiento es la isla Agilkia.

A pesar de los intentos de griegos y romanos (que fueron incapaces de atravesar el Sudd) el curso alto del Nilo permaneció inexplorado en su mayor parte. Varias expediciones habían fracasado en sus intentos por determinar la fuente del Nilo, lo que motivó las representaciones helenistas y romanas del río como un dios masculino con la cabeza y la cara ocultas por telas. Agatárquidas registró que en tiempos de Ptolomeo II una expedición militar había remontado lo suficientemente el curso del Nilo Azul como para determinar que la causa de las inundaciones veraniegas eran las fuertes lluvias estacionales en el Macizo Etíope; sin embargo no se cree que ningún europeo de la Antigüedad alcanzara el lago Tana ni que siguiera los pasos de esta expedición más allá de Meroe.
Los europeos prácticamente no consiguieron nuevos datos sobre los orígenes del Nilo hasta los siglos XV y XVI, cuando viajeros por Etiopía visitaron el lago Tana e incluso la fuente del Nilo Azul en las montañas al Sur del lago. A pesar de que James Bruce declaró haber sido el primer europeo en visitar esa fuente, escritores modernos con mejores conocimientos le dan el crédito al jesuita español Pedro Páez. La descripción de Páez de la fuente del Nilo (Historia de Etiopía, c. 1622) no fue publicado íntegramente hasta comienzos del siglo XX. Este texto es una larga y vívida descripción de Etiopía. Sin embargo el relato aparece reflejado en varios escritos contemporáneos a su composición, como la Historia geral da Ethiopia a Alta (Baltasar Teles, 1660), Mundus Subterraneus (Athanasius Kircher, 1664) o El Estado Actual de Egipto (Johann Michael Vansleb, 1678). Los europeos habían vivido en el país desde finales del siglo XV, y es posible que alguno de ellos hubiera visitado la fuente anteriormente, pero fuera incapaz de enviar un relato con sus descubrimientos fuera de Etiopía. El portugués Jerónimo Lobo también describe la fuente del Nilo Azul, habiéndola visitado poco después de Pedro Páez.
El Nilo Blanco era incluso más misterioso e incomprendido, y en la Antigüedad se pensaba, equivocadamente, que el río Níger era en realidad el curso alto del Nilo Blanco; así Plinio el Viejo escribió que el Nilo tenía sus orígenes «en una montaña de la Baja Mauritania», discurría por la superficie durante una distancia de «muchos días», luego se volvía subterráneo, reaparecía como un gran lago en territorio de los Masesilos, luego volvía a desaparecer bajo el suelo del desierto, por donde discurría «por una distancia de veinte días de viaje hasta alcanzar a los etíopes más cercanos». Un mercader llamado Diógenes relató que las aguas del Nilo atraían animales como el búfalo de agua o los camellos (tras su introducción por los persas en el siglo VII a. C.).
El lago Victoria fue contemplado por europeos por primera vez en 1858, cuando el explorador británico John Hanning Speke alcanzó su orilla Sur durante su viaje de exploración por el África central con Richard Francis Burton y cuyo objetivo era localizar los Grandes Lagos. Creyendo haber encontrado la fuente del Nilo al ver por vez primera esta «gran extensión de aguas abiertas», Speke le dio el nombre de la soberana del Reino Unido de entonces. Burton, que se había estado recuperando de una enfermedad descansando algo más al Sur, en las esquinas del lago Tanganica, montó en cólera al saber que Speke había dado por demostrado que su descubrimiento era la auténtica fuente del Nilo, cuando Burton lo consideraba aún como algo sin certificar. Lo que siguió fue una gran pelea pública, que no solo originó un intenso debate dentro de la comunidad científica de la época, sino que incitó a muchos otros exploradores a confirmar o refutar el descubrimiento de Speke. El conocido explorador y misionero británico David Livingstone fracasó en su intento de confirmar las aseveraciones de Speke al desplazarse demasiado al oeste y entrar en la cuenca del Congo. Finalmente fue el explorador galés Henry Morton Stanley quien confirmó la veracidad del descubrimiento de Speke al circunnavegar el lago Victoria y describir la gran salida de agua de las Cataratas Ripon en la orilla Norte. Fue durante este viaje en el que se supone que Stanley saludó al explorador británico con las palabras «¿El doctor Livingstone, supongo?» al encontrar al escocés enfermo y abatido en su campamento a la orilla del lago Tanganica.
Además de los exploradores antes citados, cabe recordar también a otras personas que contribuyeron a definir el mapa de las fuentes del Nilo, como sir Samuel y lady Florence Baker, James Grant, Francis y Edward Pockok, Ernest Linant de Bellefonts, Chaillé-Long, Emin Pasha (Eduard Schnitzer), Georg Schweinfurth, Romolo Gessi y Richard Kandt.

### Expediciones recientes

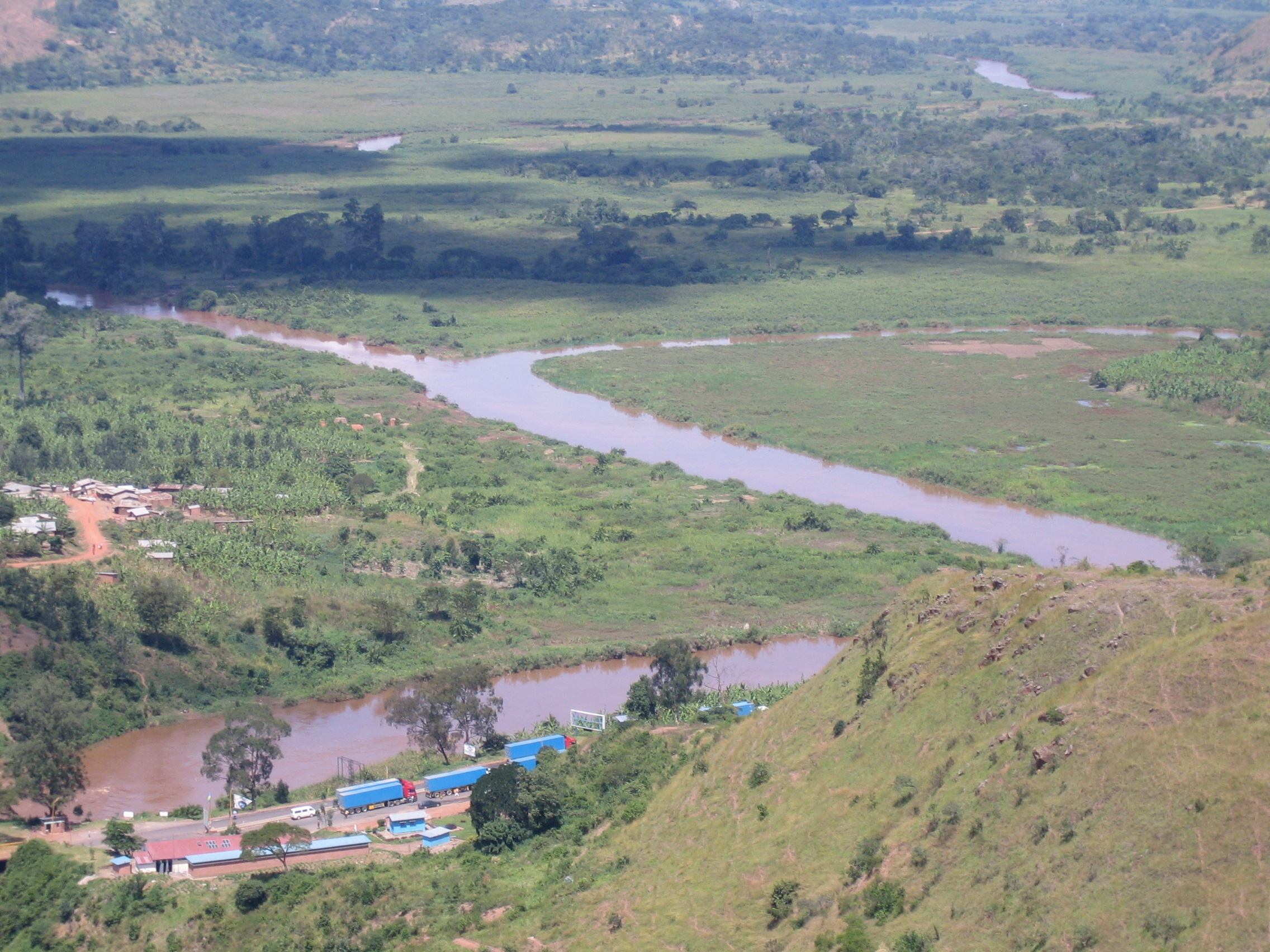
Confluencia del río Kagera y el río Ruvubu cerca de las cataratas Rusumo.

La expedición al Nilo Blanco, que conducía el sudafricano Hendri Coetzee, fue la primera que consiguió navegar la longitud entera del Nilo. La expedición salió desde el nacimiento del Nilo en Uganda el 17 de enero de 2004 y llegó al mar Mediterráneo exactamente en Rosetta, 4 meses y 2 semanas más tarde. National Geographic produjo una película sobre esta expedición hacia finales de 2005 y la tituló El río más largo.
El 28 de abril de 2004, el geólogo Pasquale Scaturro y su compañero, el practicante de kayak y cineasta documental Gordon Brown fueron los primeros en navegar el Nilo Azul, desde el lago Tana en Etiopía a las playas de Alejandría sobre el Mediterráneo. Aunque su expedición incluyó a varios componentes estos dos fueron los únicos que permanecieron el viaje completo. Filmaron su aventura con una cámara IMAX y la emitieron en una película denominada El misterio del Nilo además de escribir un libro con el mismo título.
El 30 de abril de 2005, un equipo conducido por los sudafricanos Peter Meredith y Hendri Coetzee, fueron los primeros en navegar la parte más remota del Nilo, el río Akagera que comienza en Rukarara en el bosque de Nyungwe en Ruanda. El 31 de marzo de 2006, tres exploradores de Gran Bretaña y Nueva Zelanda, liderados por Neil McGrigor reclamaron haber sido los primeros en viajar por el río desde una nueva fuente en la selva tropical de Nyungwe en Ruanda, descubriendo que el Nilo es 107 kilómetros más largo que lo que estaba previsto anteriormente.

## El curso del Nilo

### Partes del Nilo

El Nilo y sus dos ramales: el Nilo Blanco y el Nilo Azul.

La cuenca hidrográfica del Nilo comprende 3 254 555 kilómetros cuadrados, aproximadamente el 10 % de la superficie de África.
Hay dos grandes ramales o fuentes del Nilo que constituyen el Alto Nilo y que se unen en Jartum, en los flancos occidentales de la fosa del este de África, en la parte sur del Gran Valle del Rift:

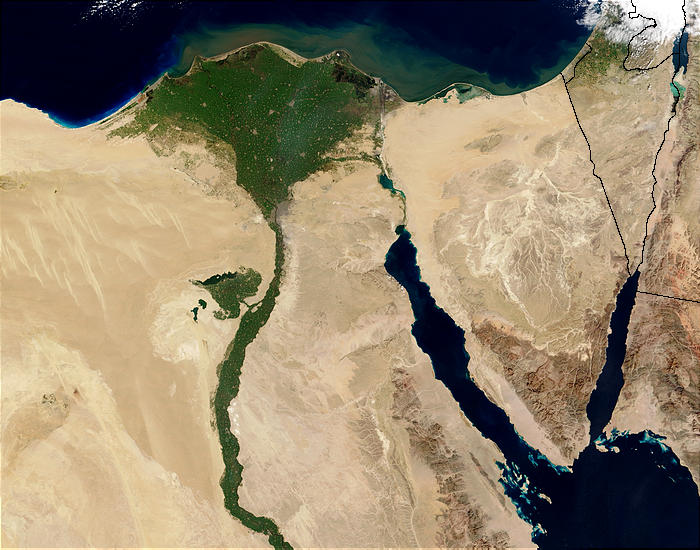
Delta y valle del Nilo visto desde satélite
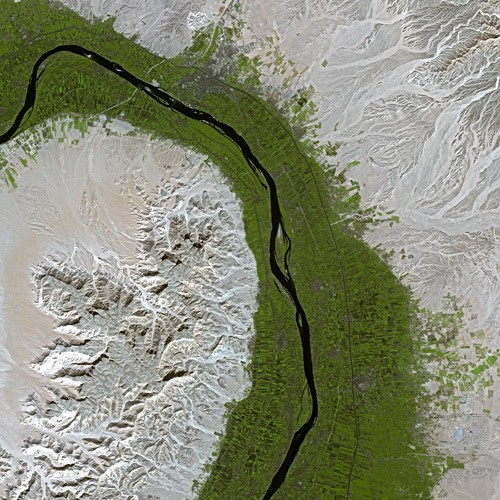
El valle del Nilo visto desde satélite
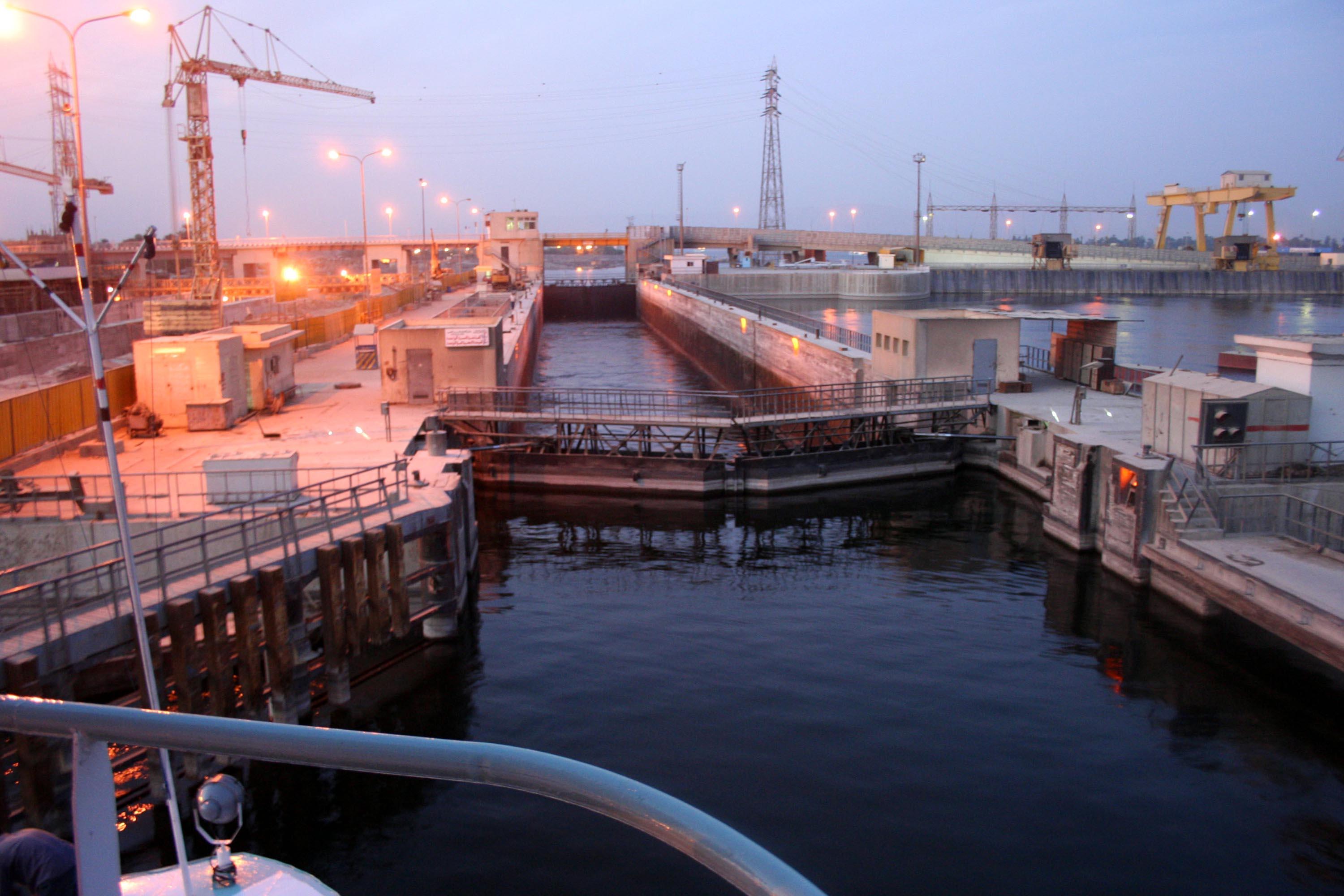
El Nilo Blanco, que nace al este de África,
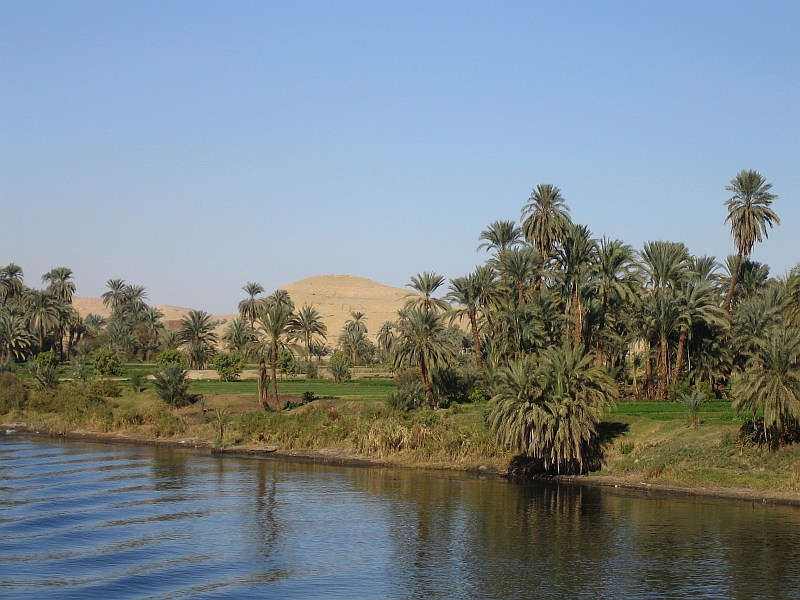
Vista desde un crucero, entre Luxor y Asuán
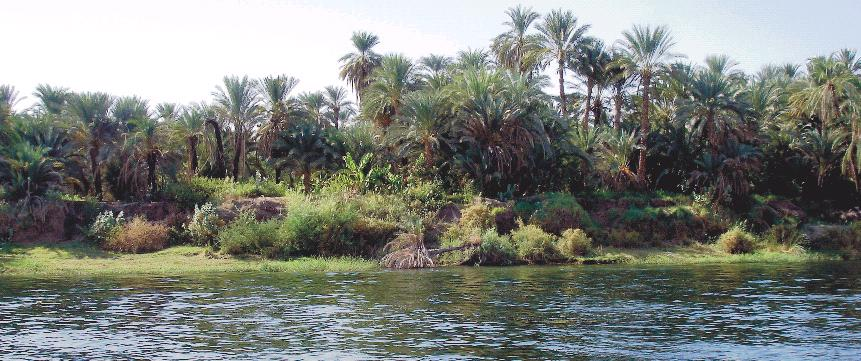
Margen izquierda del río entre Edfu y Kom Ombo
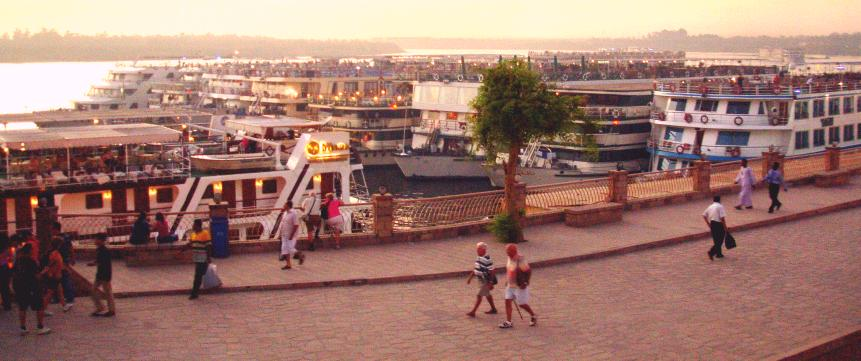
Kom Ombo en la margen derecha del Nilo
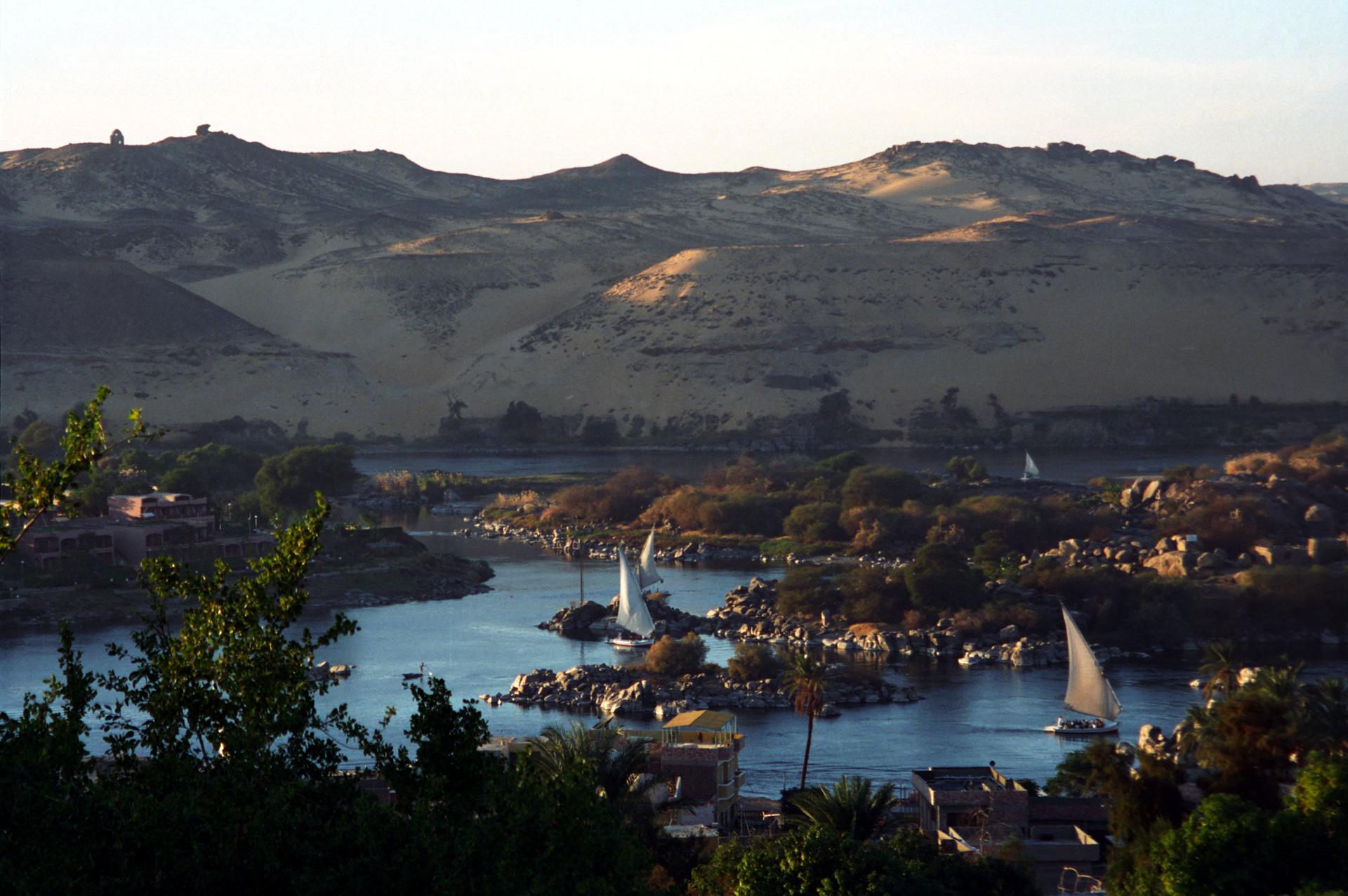
La primera catarata del Nilo
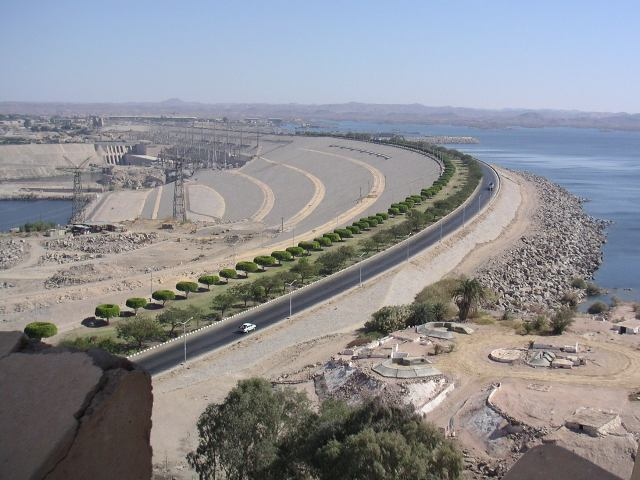
Presa de Asuán
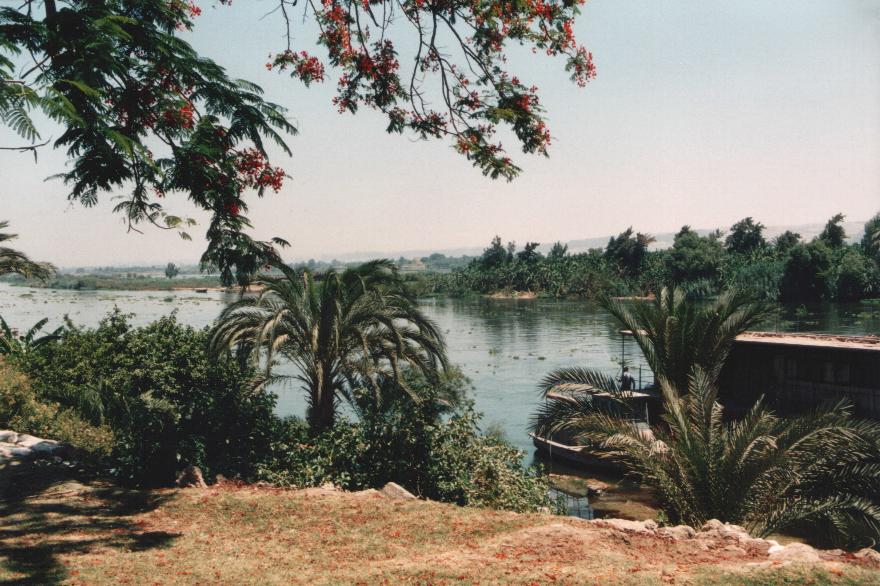
El Nilo Azul, que surge en Etiopía.
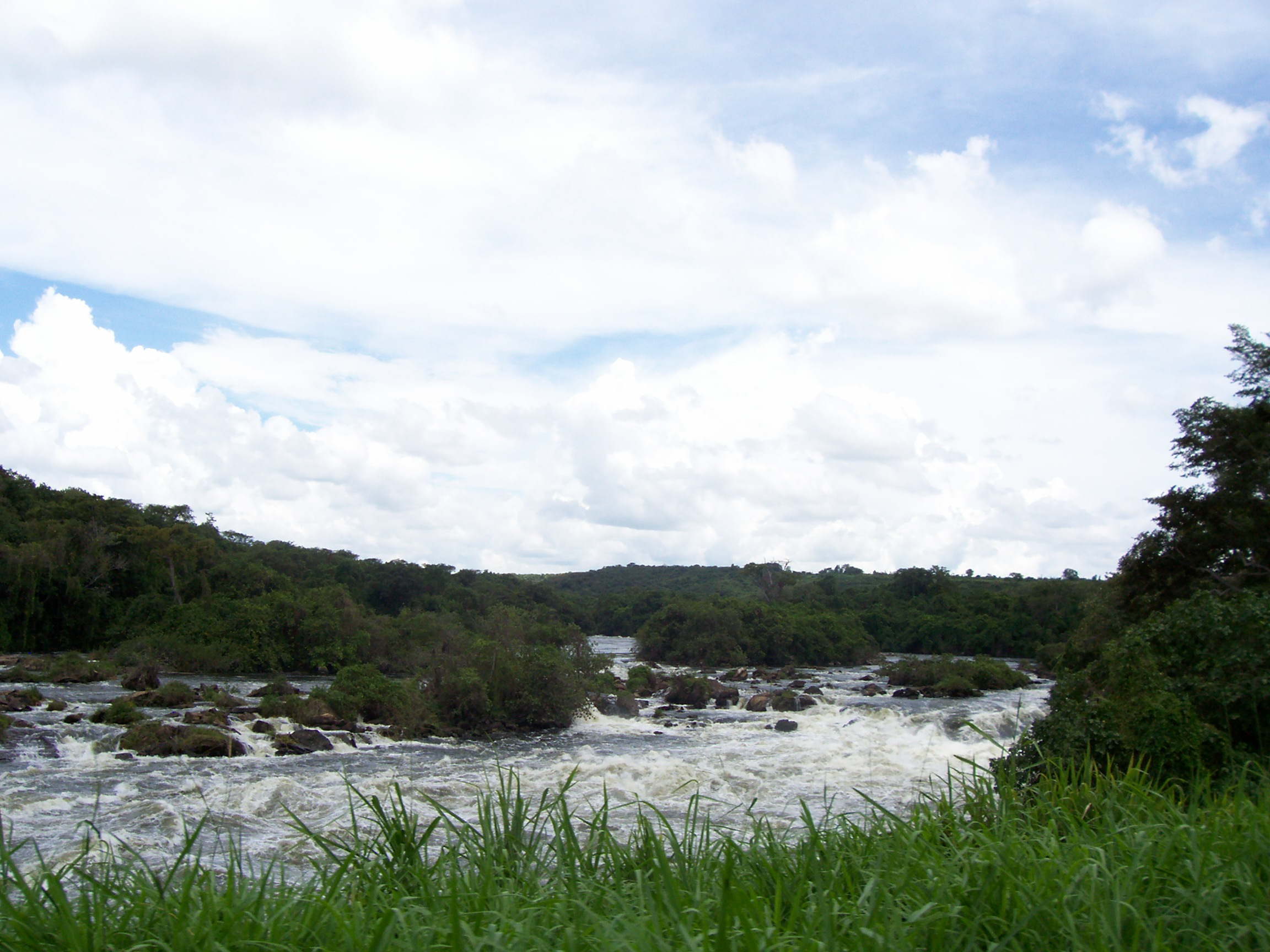
El Nilo en Uganda
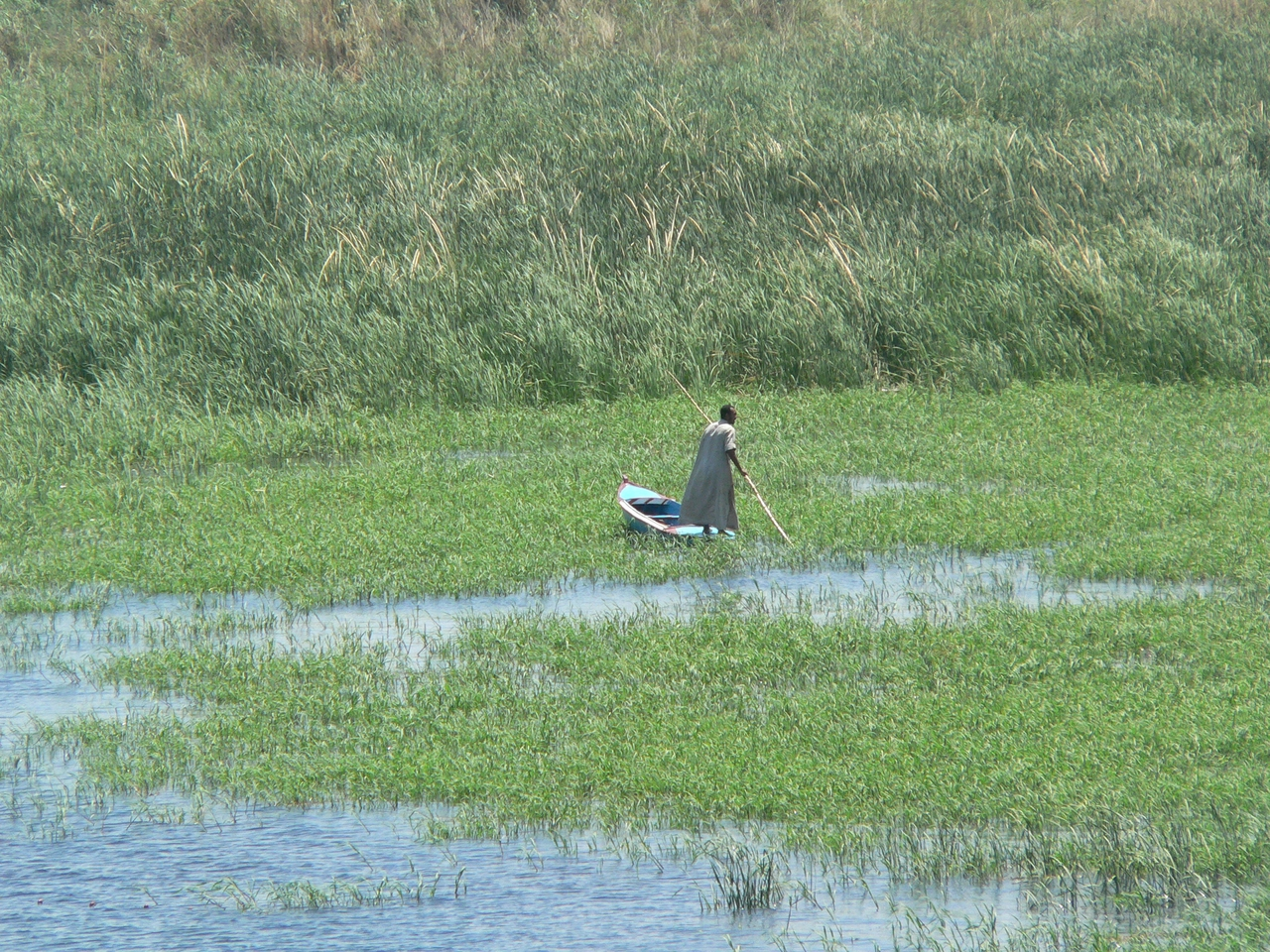
Flora y fauna del Nilo
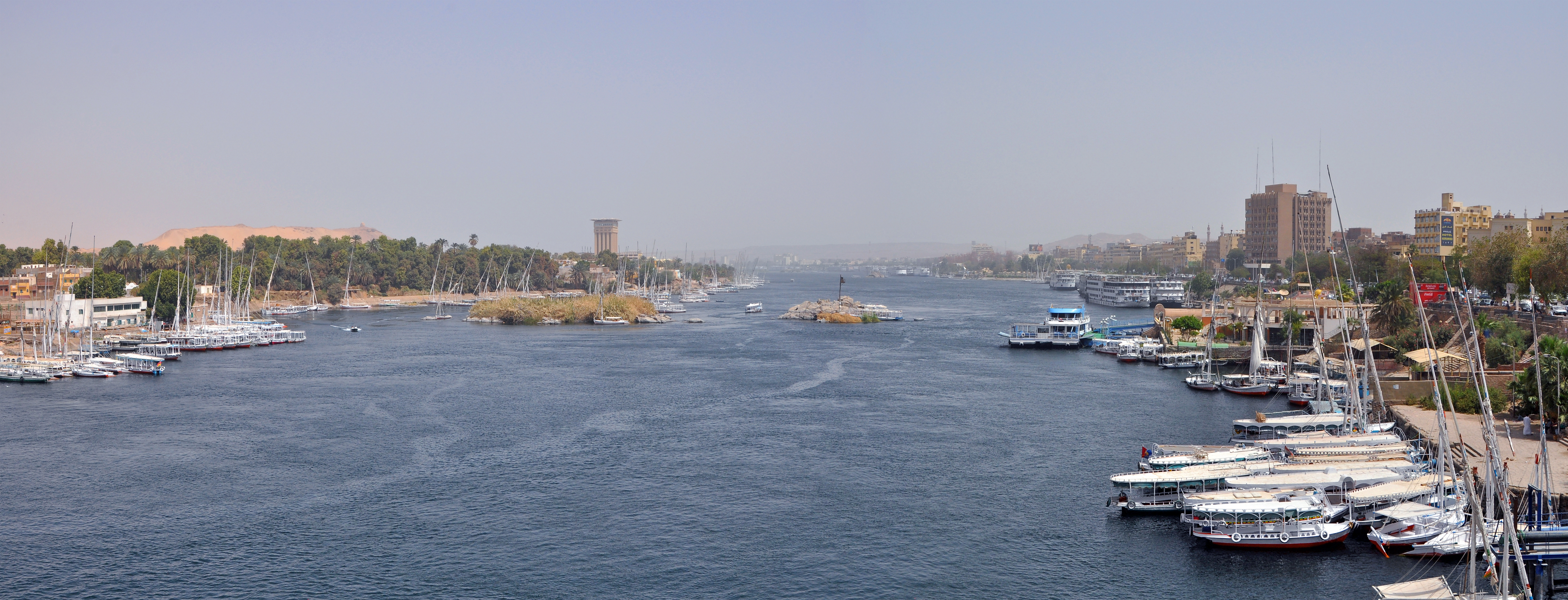
El Nilo en Asuán
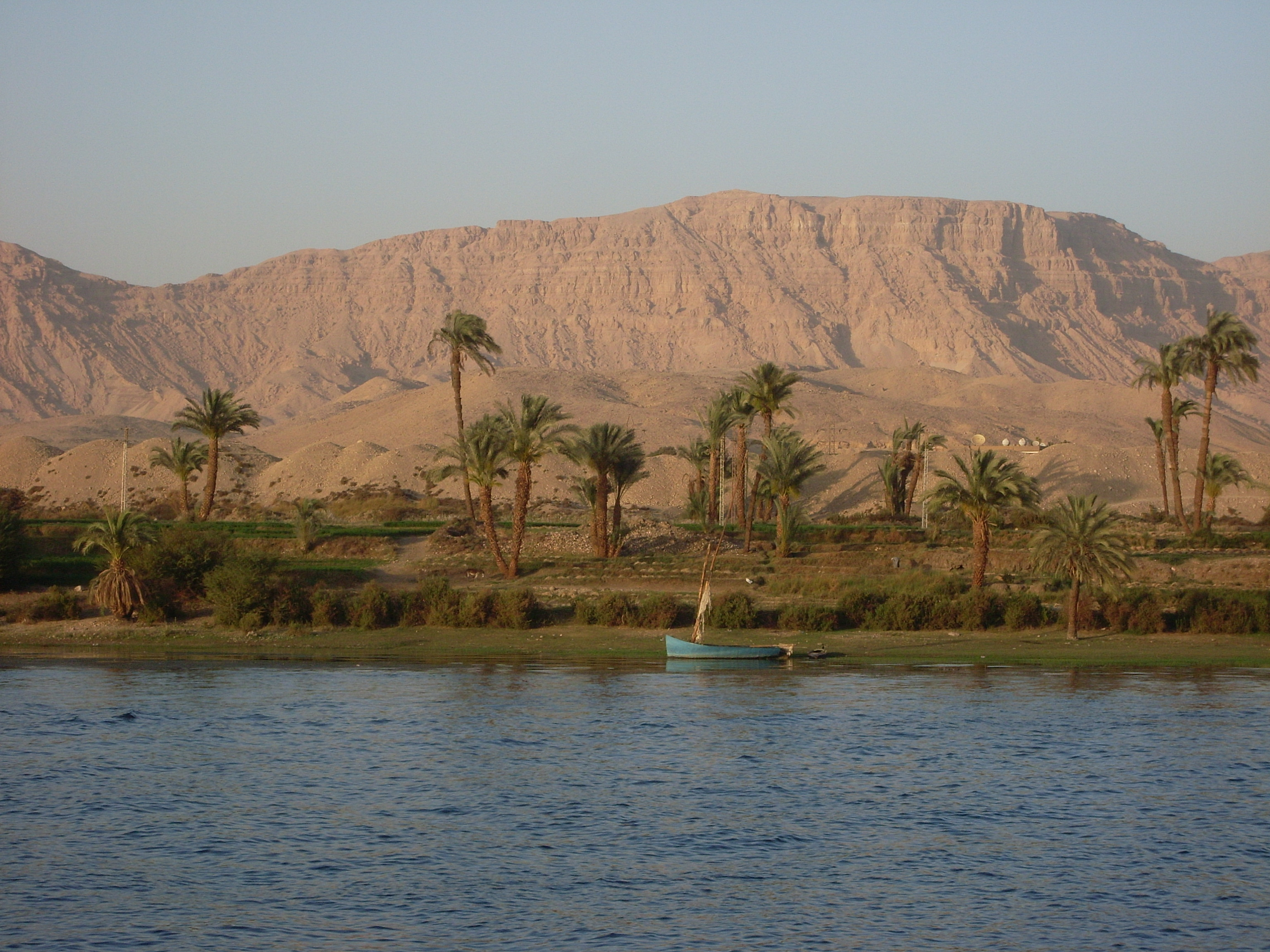
El Nilo cerca de Luxor
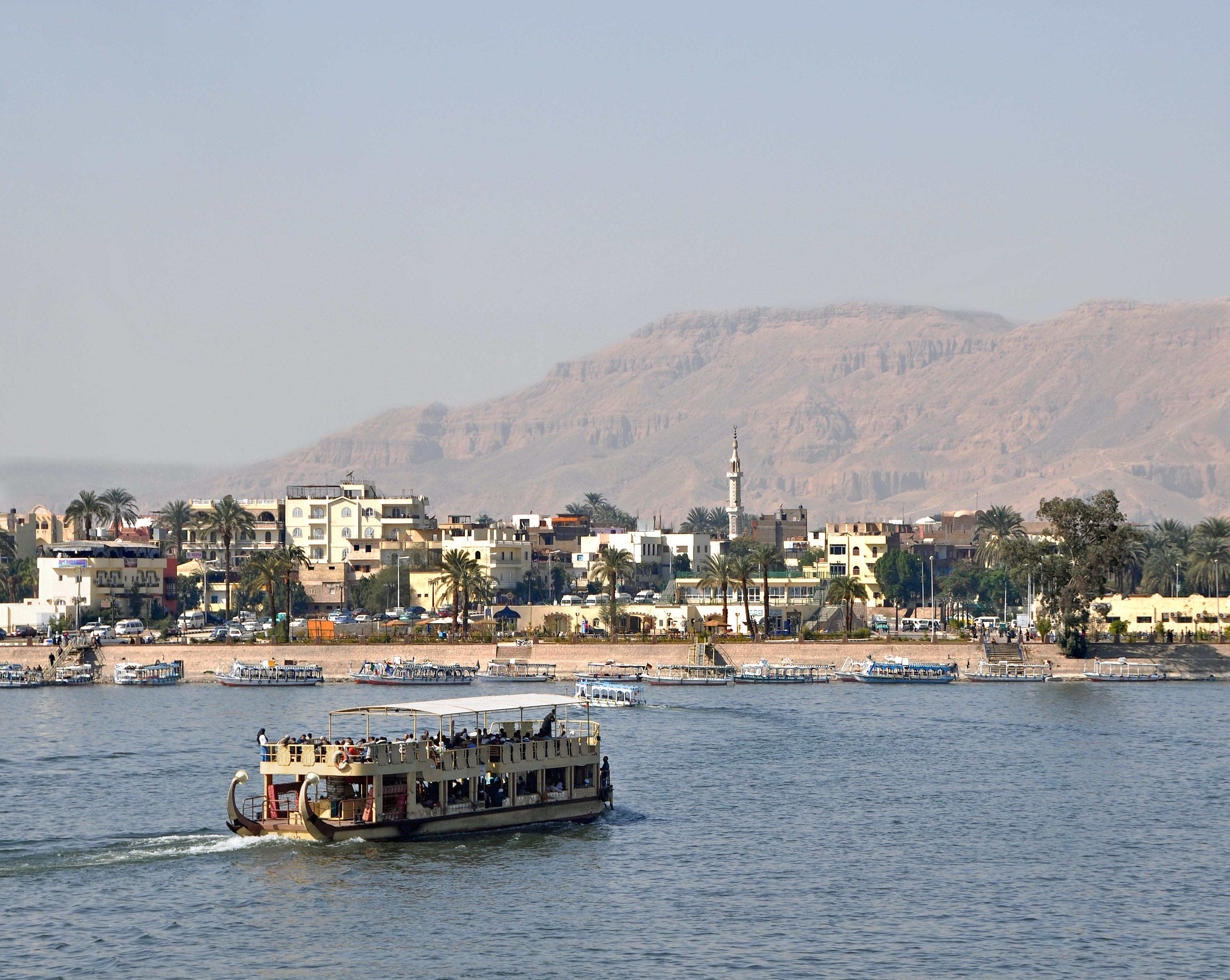
El Nilo en Luxor

Aguas abajo de la confluencia del Nilo Azul y el Nilo Blanco, el único tributario de importancia que queda es el río Atbara, que proviene de Etiopía, al norte del lago Tana. Este río fluye únicamente cuando hay lluvia en Etiopía y se seca muy rápido. Se une al Nilo aproximadamente 300 kilómetros al norte de Jartum. Desde el punto de unión hacia el norte el Nilo disminuye de caudal debido a la evaporación.
El curso de Nilo en Sudán es distinto. Atraviesa seis grupos de cataratas desde Asuán hasta Sabaloka (al norte de Jartum), luego da la vuelta para fluir hacia el sur, antes de volver otra vez a fluir hacia el norte. Estos cambios en el fluir del curso se llaman comúnmente «la gran curva de Nilo» que rodea el desierto de Bayuda. En el norte de El Cairo el río se divide en varios ramales que llegan hasta el mar Mediterráneo. Los dos principales son: el ramal de Rosetta, al oeste; y el ramal de Damieta, al este, conformando el delta del Nilo.

### Fuentes del Nilo

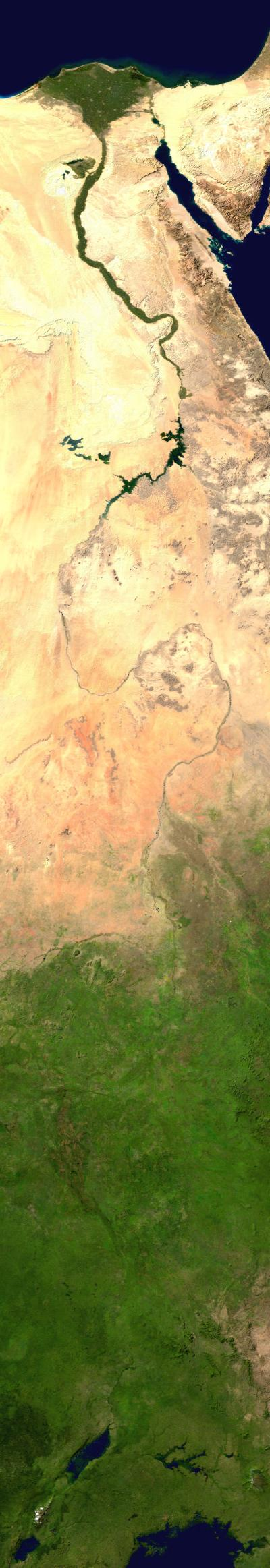
El Nilo en una imagen compuesta creada por la NASA.

### Nilo blanco

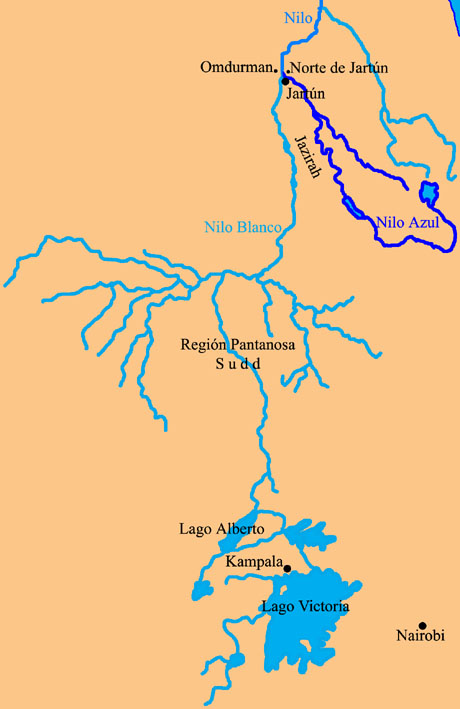
Nilo blanco

### Nilo azul

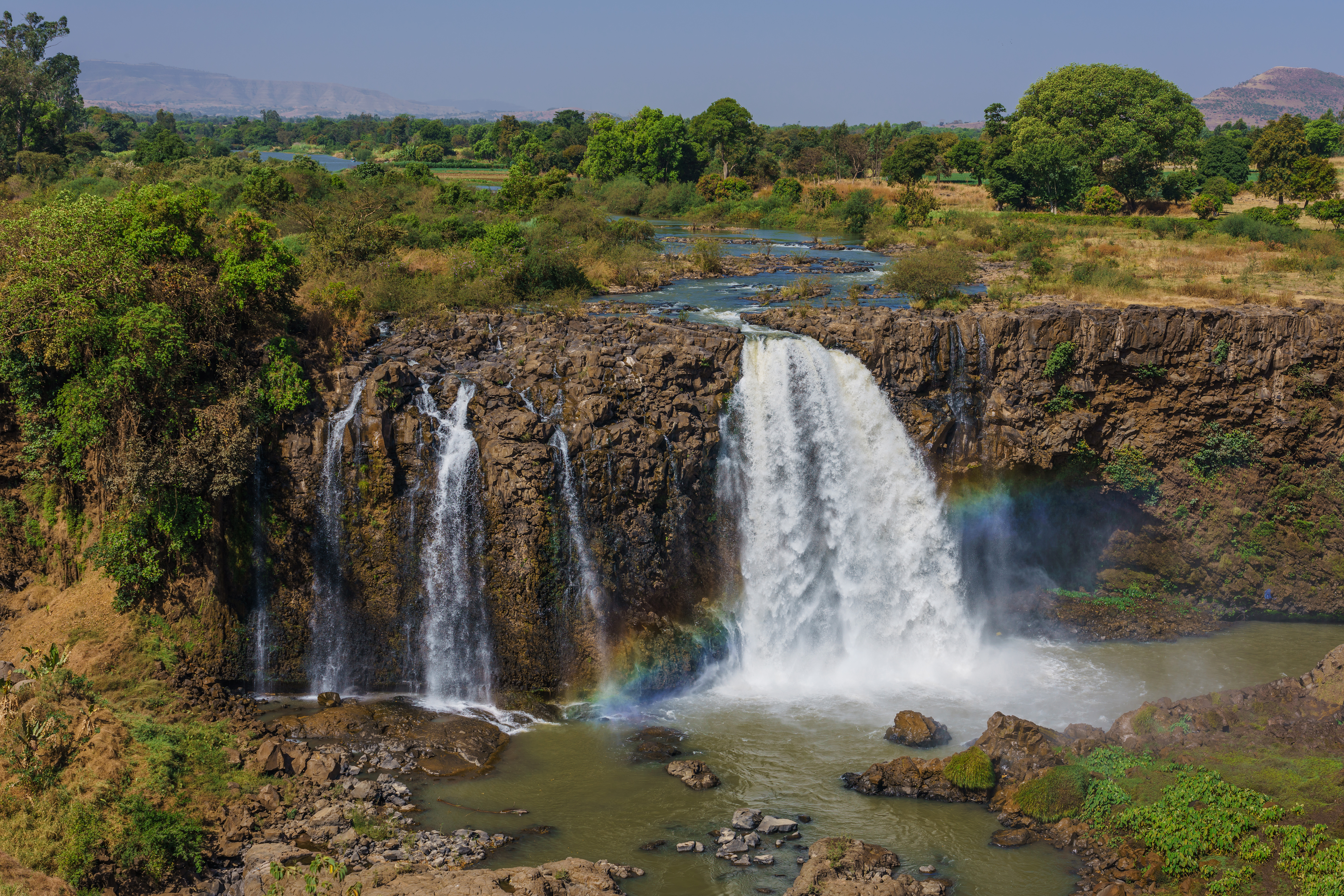
Las cataratas del Nilo Azul cerca de la ciudad de Bahar Dar.

### Nilo medio

Las seis cataratas.

## Política

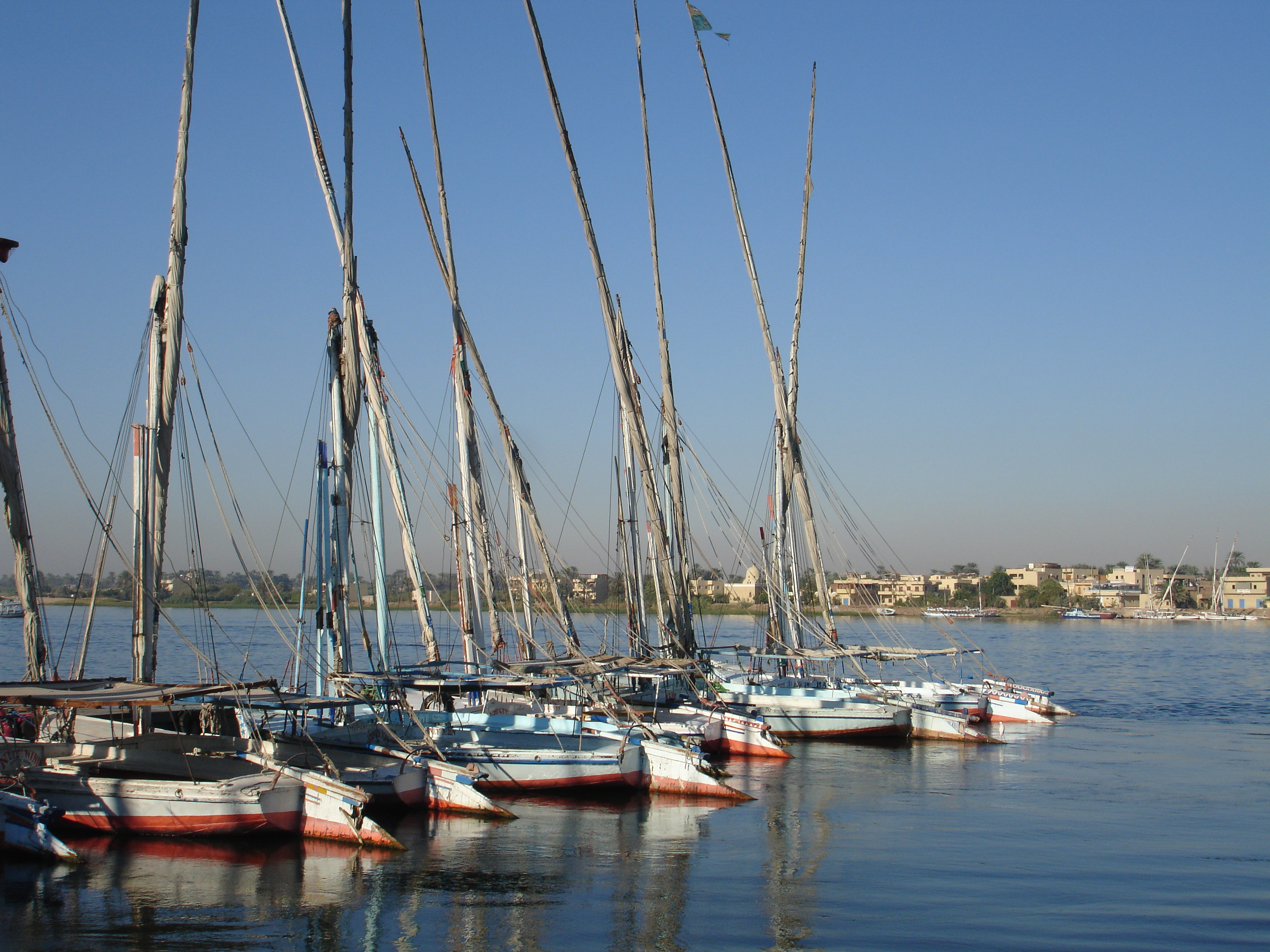
El Nilo a su paso por Luxor.

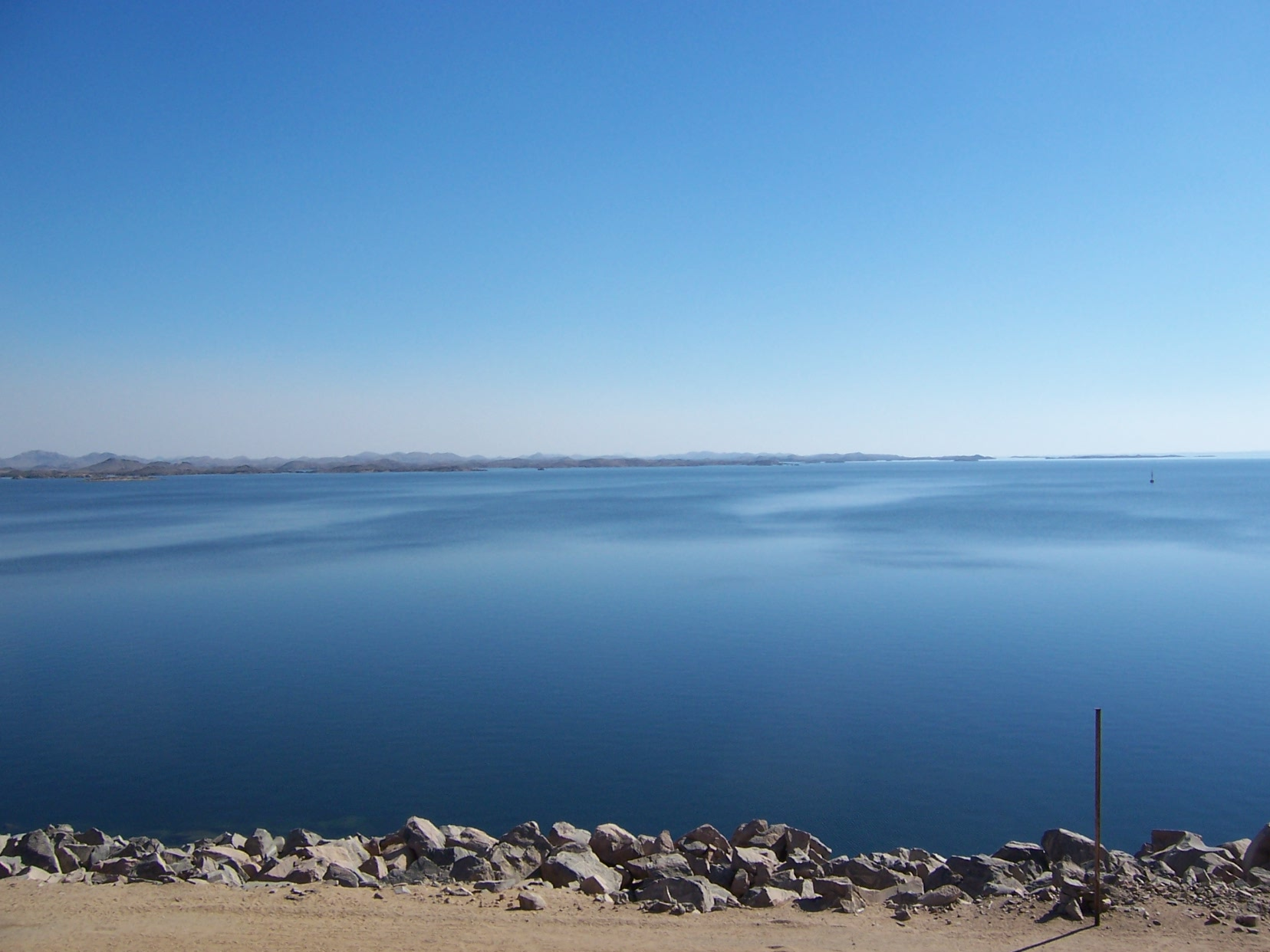
Asuán. Lago Nasser.

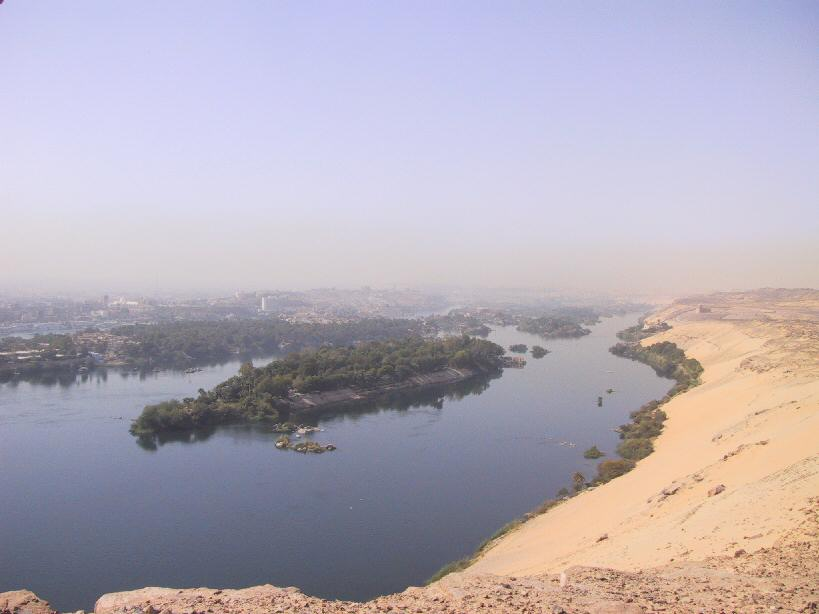
El Nilo en Asuán.

### Presa baja

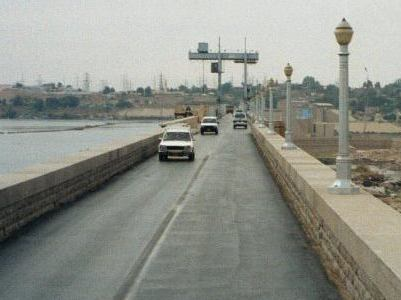
Presa Baja

## Hidrología

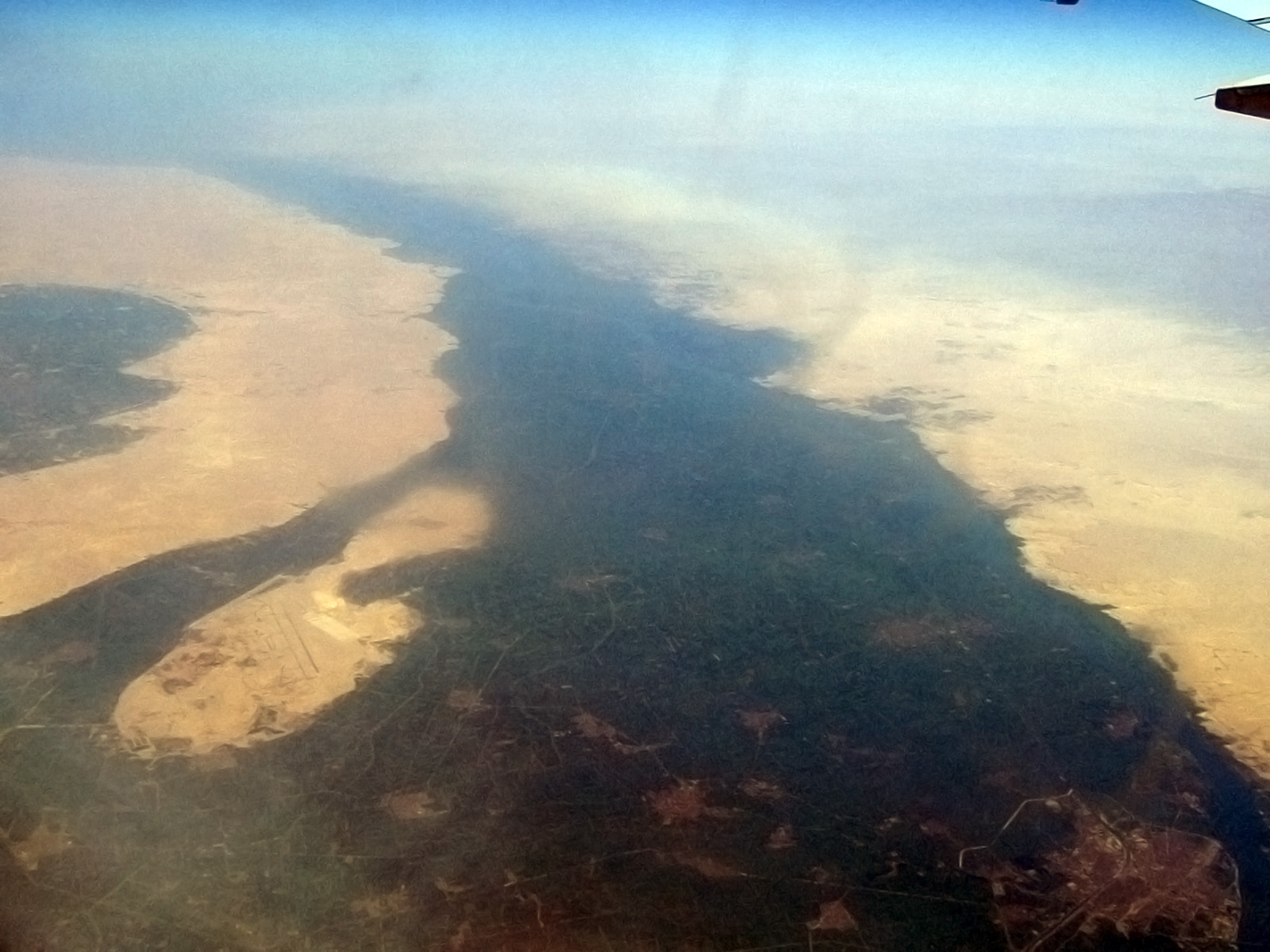
El Nilo a través del Sahara.

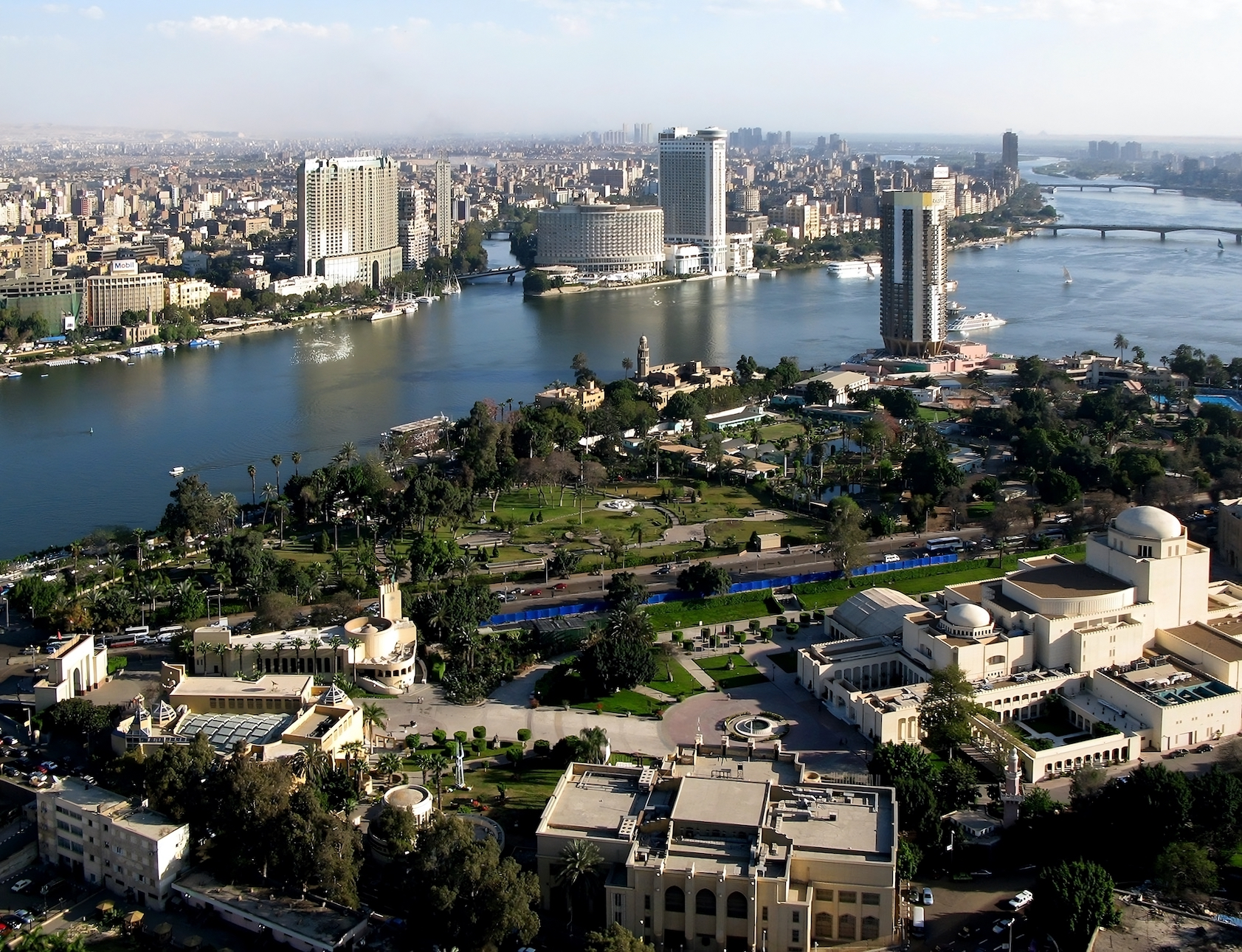
El Nilo a su paso por El Cairo.